# Aurora (Raumflugzeug)
Aurora ist ein in Entwicklung befindliches wiederverwendbares 28 m langes Mehrzweck-Raumflugzeug des in Bremen basierten Start-ups Polaris Raumflugzeuge. Es soll eine orbitale Nutzlastkapazität von 800 bis 1.000 kg und eine suborbitale Nutzlastkapazität von mehreren Tonnen besitzen. Das Raumflugzeug soll jede Umlaufbahnneigung erreichen können. Ein Erstflug wird für 2026 angestrebt. Die Aufnahme des Regelflugbetriebs ist für 2027 angekündigt.
Das Konzept des Raumflugzeugs basiert auf Plänen des DLR aus den Jahren 2015–2018. Es soll flugzeugähnliche Starts und Landungen auf konventionellen Start- und Landebahnen durchführen können. Das Raumflugzeug soll Missionen wie Satellitenstarts, orbitale Frachttransporte, Aufklärung, suborbitale Flüge für kommerzielle oder militärische Zwecke absolvieren können. Dabei sollen Geschwindigkeiten von bis zu Mach 10 erreicht werden. Vorgesehen ist auch eine optionale Luftbetankungsfähigkeit.
Das Raumflugzeug soll mithilfe von vier Turbinen-Strahltriebwerken abheben und an Höhe gewinnen, bevor es seine Raketentriebwerke zündet, um den Weltraum zu erreichen. Dort wird die Nutzlast in Kombination mit einer nicht wieder verwendbaren Oberstufe getrennt. Anschließend kehrt das Raumflugzeug zurück zum Startflughafen. So soll insgesamt 90–100 % Wiederverwendbarkeit erreicht werden.
Das Unternehmen erhofft sich durch die Realisierung von Aurora eine Senkung der Startkosten aufgrund der Wiederverwendung. Das Raumflugzeug soll außerdem aufgrund seiner Konzeption in der Lage sein, seine Mission jederzeit abzubrechen und zum Startflughafen zurückzukehren. Zwar sind Missionsabbrüche nach dem Start in der Raumfahrt sehr selten, jedoch besitzen herkömmliche Raketen im Vergleich zum Konzept Aurora nicht die Fähigkeit, die Nutzlast bei einem Abbruch oder anderen Problemen nach dem Start sicher zurück zur Erde zu befördern, sinnvoll ist eine solche Fähigkeit beispielsweise wenn die Ziel-Umlaufbahn einer Nutzlast verfehlt wird.
2021 bekam Polaris Raumflugzeuge einen viermonatigen Forschungsauftrag der Bundeswehr im Umfang von 250.000 €, zusammen mit dem Institut für Luft- und Raumfahrt der TU Dresden, dem DLR-Institut für Flugführung und der Anwaltskanzlei BHO Legal sollen technische und operationelle Eigenschaften von Aufklärungs-Luftfahrzeugmissionen von Aurora für die Bundeswehr sowie regulatorische und Zertifizierungsaspekte untersucht werden. Das Projekt trägt den Namen „Rapid Deployable Reconnaissance System“ (kurz: RDRS).

## Antrieb
Aurora soll im atmosphärischen Betrieb durch vier Turbofan Triebwerke mit niedrigem Nebenstromverhältnis des Typs Eurojet EJ200 angetrieben werden, dieselben Triebwerke, die auch der Eurofighter Typhoon verwendet. Um Orbit zu erreichen, sowie Betrieb im Weltall zu ermöglichen, soll Aurora zusätzlich über zwei Raketentriebwerke verfügen. Die EJ200 sollen durch Kerosin und/oder nachhaltigem Flugzeugtreibstoff (SAF) angetrieben werden. Die beiden Raketentriebwerke sollen mit einer Mischung aus Kerosin oder SAF und Flüssigsauerstoff (LOX) betrieben werden. Dabei soll es sich möglicherweise um ein Aerospike-Triebwerk handeln.

## Technologie-Demonstratoren
| Demonstrator   | VCN (Vehicle Construction Number) | Demo-Fahrzeug | Länge in Metern | Masse in Kilogramm | Antrieb                       |
| -------------- | --------------------------------- | ------------- | --------------- | ------------------ | ----------------------------- |
| Stella         | 001                               | Demo-1        | 2,5             |                    | 2 Turbojets                   |
| Aleda          | 002                               | Demo-2        | 3,5             |                    | 4 Elektrische Mantelpropeller |
| Athena         | 003                               | Demo-3        | 3,5             | 120                | 4 Turbojets                   |
| Mira           | 004                               | Demo-4        | 4,3             | 210                | 4 Turbojets & 1 AS-1          |
| Mira-Light     | 006                               |               | 2,5             |                    | 4 Elektrische Mantelpropeller |
| Mira II        | 007                               | Demo-4a       | 5               | 240                | 4 Turbojets & 1 AS-1          |
| Mira III       | 008                               | Demo-4b       | 5               | 240                | 4 Turbojets & 1 AS-1          |
| Mira II Light  | 009                               |               | 2,6             |                    | 4 Elektrische Mantelpropeller |
| Nova (geplant) | 005                               | Demo-5        | 7-8             |                    | 4 Turbojets & 1 AS-1          |

### Stella (VCN-001)
Stella war das erste Demonstrationsflugzeug (Demo-1) für Aurora, es ist 2,5 m lang und mit zwei mit Kerosin betriebenen Turbojets ausgestattet. Stella wurde in einer Kooperation zusammen mit der Hochschule Bremen gebaut. Der Erstflug fand im April 2020 auf dem Flughafen Rotenburg/Wümme statt. Stella wurde dafür verwendet, aerodynamische Eigenschaften und die Steuerbarkeit der Raumflugzeugkonfiguration festzustellen. Der Demonstrator wurde seither außer Betrieb genommen.

### Aleda (VCN-002)
Aleda ist das zweite Demonstrationsflugzeug (Demo-2). Aledas Tragflächen sind flächenmäßig etwa doppelt so groß wie Stellas Tragflächen. Der Erstflug fand im Oktober 2022 statt, bis Ende 2022 hatte Aleda bereits 19 Flüge auf zwei verschiedenen Flughäfen erfolgreich absolviert. Konzipiert wurde der Demonstrator als kostengünstige Plattform zur Risikominderung für die Erprobung von automatischen Flugsteuerungen und Sensoren. Mittlerweile dient Aleda als Ausbildungsplattform zur Ausbildung weiterer Drohnenpiloten.
Im September 2024 bekam Aleda vom Luftfahrt-Bundesamt eine spezielle Lizenz für den Testbetrieb von Luftbetankung im Auftrag des BAAINBw. Luftbetankung soll später auch bei Aurora eingesetzt werden um die Reichweite und maximale Nutzlastkapazität zu erhöhen.

### Athena (VCN-003)
Athena ist der dritte Demonstrator (Demo-3), er wurde im Auftrag der Bundeswehr im Rahmen des Projektes „Rapid Deployables Reconnaissance System“ (RDRS) gebaut. Der Erstflug fand am 8. November 2022 auf dem Flugplatz Peenemünde statt, bei dem das ferngesteuerte Flugzeug etwa 10 km zurücklegte. Angetrieben wird es von vier mit Kerosin betriebenen Turbojets. Weiterhin wurde das Flugzeug für eine zukünftige Integration mit einem Flüssigtreibstoff-Raketentriebwerk ausgelegt.
Ausgestattet wurde Athena unter anderem mit einem robusteren Fahrwerk, einem „Beyond Visual Line of Sight“ (BVLOS) Telemetrie-System, zugelassen auf 20 km Reichweite, einem halbautomatischen Flugsteuerungssystem, einem Flugabbruchsystem („Flight Termination System“ kurz: FTS) und einem automatischen Flugregler für die Fahrzeugstabilisierung und zur Vermeidung von Strömungsabrissen. Der Rumpf ist außerdem für Belastungen bis 6,6 g ausgelegt. Athena soll eine Geschwindigkeit von Mach 0,4 erreichen können.
Aufgrund des Gewichts und der Größe von Athena mussten für die Zulassung erstmals mehrere rechtliche Rahmen erfüllt werden. Das Fahrzeug benötigte eine spezielle Betriebsgenehmigung, Lizenzen für Langstreckenfunk- und Telemetrie-Systeme, eine besondere Versicherung und eine Umweltverträglichkeitsprüfung. Ein Flugbeschränkungsgebiet (ED-R) von 260 Quadratkilometern musste rund um den Flugplatz Peenemünde und angrenzende Gewässer für den sicheren Testbetrieb eingerichtet werden.

### Mira (VCN-004)
Mira ist der vierte Demonstrator (Demo-4) und eine verkleinerte Version mit ähnlicher Form wie das Aurora-Raumflugzeug. Der kohlenstofffaserverstärkte Rumpf wurde von dem Aachener Start-up Up2Tec gebaut. Mira ist speziell für die Demonstration und Erprobung von linearen Aerospike-Triebwerken vorgesehen. Angetrieben wird das Flugzeug von vier mit Kerosin betriebenen Turbinen-Strahltriebwerken und einem linearen Aerospike-Triebwerk AS-1; dieses liefert etwa 1 kN Schub. Diese Art von Triebwerk bietet möglicherweise Leistungssteigerungen im Vergleich zu konventionellen Raketentriebwerken. Die Erprobung dieser Triebwerke wird im Rahmen eines im April 2023 erhaltenen Auftrages der Bundeswehr bzw. des BAAINBw durchgeführt.
Mira ist 4,25 m lang und 210 kg schwer. Weiterhin ist Mira für BVLOS-Telemetrie-Betrieb auf eine Reichweite von 20 km zugelassen und mit einem Flugabbruchsystem (FTS) ausgestattet. Von Beginn des Flugzeugdesigns bis zum Erstflug sind sechseinhalb Monate vergangen.
Ein Erstflug unter Kraft der Jet-Turbinen wurde am 26. Oktober 2023 durchgeführt, dieser dauerte etwa 2,5 Minuten. Am 1. Februar 2024 folgte ein erster Rolltest unter Kraft des linearen Aerospike-Triebwerks. Dieses wurde 3 Sekunden lang bei 60 % Schub am Lemwerder Flugfeld nahe Bremen gezündet, das Sicherheitssystem entlüftete anschließend den restlichen Sauerstoff, um dem Bodenpersonal Sicherheit beim Annähern des Fahrzeugs zu gewährleisten. Das Flugabbruchsystem wurde ebenfalls getestet. Laut Polaris sollen im Februar 2024 auch erste Flugtests unter Kraft des Aerospike-Triebwerks stattfinden. Ein solcher erfolgreicher Test würde Mira zum weltweit ersten Fahrzeug machen, das ein lineares Aerospike-Triebwerk einsetzt.
Im März 2022 gab Polaris bekannt, dass Mira während der Vorbereitungen für den Erstflug unter Kraft des Raketenantriebs, aufgrund von Fahrwerkslenkreaktion und Seitenwind, mit 170 km/h von der Landebahn abkam und verunglückte. Dabei ist der faserverstärkte Rumpf beschädigt worden, laut Polaris wurden jedoch keine weiteren Subsysteme beschädigt. Nach dem Zwischenfall sollen alle Sicherheitsverfahren von den Bordsystemen des Flugzeugs einwandfrei durchgeführt worden sein. Dazu gehören die Druckentlastung der Treibstofftanks, das Ablassen von LOX (flüssigem Sauerstoff) und das Abpumpen von Kerosin aus den Tanks. Auch die Pyrotechnik des Flugabbruchsystems wurde wieder in den sicheren Modus gebracht, so dass Bodenpersonal sich dem Flugzeug sicher nähern konnte. Insgesamt hat Mira 61 Testflüge absolviert. Weiterhin gab Polaris bekannt, bereits an zwei größeren Iterationen, Mira-II und Mira-III zu arbeiten.

#### Mira-Light (VCN-006)
Mira-Light (auch: „Mini-Mira“) ist eine maßstabsgerechte verkleinerte, 2,5 m lange technologisch einfachere Version des Aerospike-Demonstrators Mira. Der Zweck des Prototyps ist die Kalibrierung und Erprobung der Flugsteuerungssysteme für Mira. Der Erstflug fand am 22. August 2023 statt, 17 Tage später wurde das Flugsteuerungs-Testprogramm abgeschlossen. Innerhalb von drei Flugtagen wurden 15 Flüge absolviert, bei denen insgesamt 40 Minuten Flugzeit angesammelt wurden. Auf 10 der 15 Flüge war eine Aerospike-Attrappe installiert. Bis Ende Oktober 2023 absolvierte Mira-Light 26 Flüge auf den beiden Flugplätzen Rotenberg/Wümme und Peenemünde.
Angetrieben wird Mira-Light von vier elektrischen Turbinen. Mira-Light wurde parallel zu Mira gebaut und wird von Polaris nicht als vollwertiger Demonstrator, sondern als Ergänzungs- („Auxiliary“) Demonstrator gesehen.

### Mira-II (VCN-007) und Mira-III (VCN-008)
Nachdem Mira verunglückte, gab Polaris im März 2024 die Entwicklung von Mira-II (Demo-4a) und Mira-III (Demo-4b) bekannt. Um die Flugerprobung zu beschleunigen sowie für Redundanz sind die beiden Demonstratoren identisch. Mit einer Länge von 5 m und einer Masse von 240 kg sind sie größer und schwerer als MIRA und verfügen über eine 30 % größere Flügelfläche. Angetrieben werden die beiden Fluggeräte von je vier Turbinen-Triebwerken sowie einem der von Polaris selbst entwickelten linearen Aersopike-Triebwerke AS-1, das von einer Mischung aus Flüssigsauerstoff und Kerosin angetrieben wird. Im Juli 2024 gab Polaris bekannt, die beiden aus Glasfaserverbundwerkstoff hergestellten Rümpfe von dem Start-up Up2-Tec entgegengenommen zu haben. Die Flugerprobung soll im September 2024 beginnen.
Tests von Mira-II finden seit dem 25. Oktober 2024 statt. Am 29. Oktober erfolgte ein erster Test des AS-1-Triebwerks im Flug auf Mira-II. Das Triebwerk wurde 3 Sekunden lang über der Ostsee gezündet und erzeugte dabei eine Beschleunigung von 4 m/s² auf das Gewicht von 229 kg von Mira-II und erzeugte eine Schubkraft von 900 Newton. Das war der erste Flug unter Kraft eines Aerospike-Triebwerks weltweit.

#### Mira-II Light (VCN-009)
Mira-II Light ist eine herabskalierte Erprobungsplatform für Mira-II und Mira-III. Ihr Erstflug fand am 12. September 2024 statt. Sie soll außerdem für automatisierte Formationsflugdemonstrationen mit anderen Fluggeräten verwendet werden.

### geplant:Nova (VCN-005)
Nova soll nach der Erprobung von MIRA II und MIRA III der siebte und letzte Demonstrator (DEMO-5) vor dem endgültigen Bau von Aurora werden. Geplant ist die Demonstration von Überschallflug in großen Höhen durch einen Raketenantrieb. Die Länge soll etwa 8 m betragen und von vier kerosinbetriebenen Turbinen-Strahltriebwerken sowie einem Flüssigtreibstoff-Raketentriebwerk angetrieben werden. Der Erstflug ist für 2025 geplant.